# Amatrice
Amatrice er en italiensk by (og kommune) i regionen Lazio i Italien, med omkring 2.251(2023) indbyggere. 
Byen blev meget kraftigt skadet af Jordskælvet i Italien 2016, hvor en række historiske bygninger bl.a. blev ødelagt, herunder kirken Sant'Agostino